# Irina Fedotova (ativista)

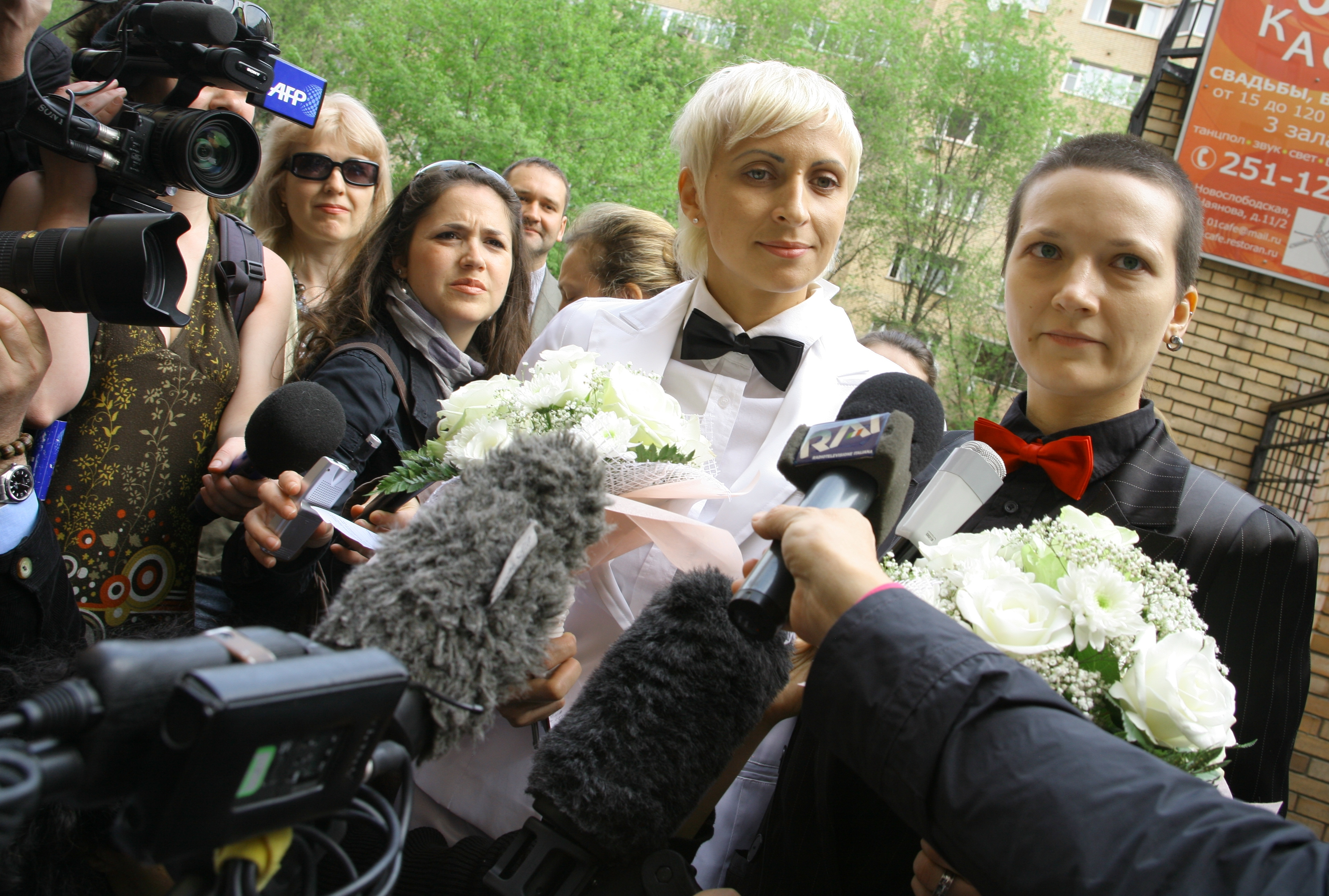
Fedotova na sua cerimónia de casamento em Moscova, 2009

Irina Fedotova é uma activista russa dos direitos humanos. Ela abriu o caso Fedotova v. Rússia (1932/2010) com o Comité de Direitos Humanos das Nações Unidas para desafiar a lei de propaganda gay em Ryazan e também o caso Fedotova e Outros v. Rússia com o Tribunal Europeu dos Direitos Humanos, que decidiu em 2021 que a Rússia havia violado os seus direitos ao não reconhecer o seu relacionamento com outra pessoa do mesmo sexo.